# منصور شریف زندیه
دکتر منصور شریف زندیه  پزشک و مترجم ایرانی. او برای ترجمهٔ کتاب بعد چهارم اثر موریس مترلینک برندهٔ جایزهٔ سلطنتی کتاب سال ایران شد.

## آثار
- نود و سه
- بعد چهارم